# مسجد مصری
مسجد مصری مربوط به سدهٔ ۱۱ ه‍.ق است و در اصفهان، میدان قدس (طوقچی)، کوچه مسجد مصری واقع شده و این اثر در تاریخ ۱۲ اسفند ۱۳۱۵ با شمارهٔ ثبت ۲۷۳ به‌عنوان یکی از آثار ملی ایران به ثبت رسیده‌است.